# Estilo Borre

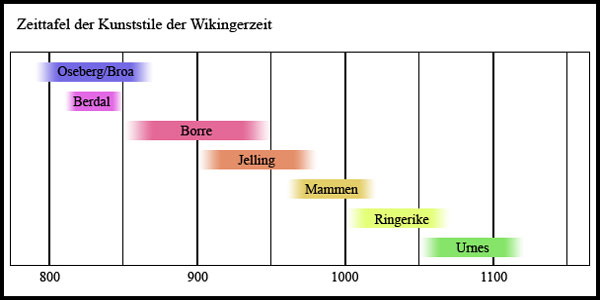
Cronologia dos estilos de ornamentação animal escandinavos.

O estilo Borre caracteriza uma fase dos estilos de decoração zoomórfica víquingue que deve o seu nome a um barco funerário descoberto no cemitério víquingue de Borre, na Noruega. O estilo Borre sucede o estilo Oseberg e foi em parte contemporâneo do Jelling. Surgiu em meados do século IX e vigorou até fins do século X.
O estilo caracteriza-se por uma padrão de linhas entrançadas, com motivos geométricos e animalescos, com formas similares aos elos de uma corrente, que constituem figuras simétricas. O seu motivo mais característico é a trança anilhada, que consiste em duas faixas trançadas com aros nos pontos de união. Ocorre o aparecimento de bestas com garras preênseis. As peças alcançam maior finura na técnica de filigrana e granulação. Além disso, no estilo Borre (principalmente em peças de bridas de cavalo), existem ainda importantes exemplos de broches da Dinamarca e Suécia. O estilo estendeu-se para as ilhas britânicas, onde alcançaria bastante popularidade. Na ilha de Man existem várias pedras monumentais deste estilo, assim como na Inglaterra e Irlanda.
As fases de ornamentação zoomórfica da era víquingue são geralmente catalogados pelos seguintes estilos: Oseberg, Borre, Jelling, Mammen, Ringerike e Urnes.

## Galeria

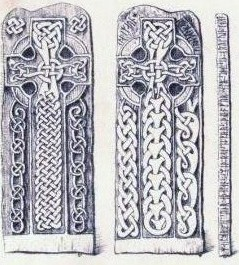
Estelas da ilha de Man.
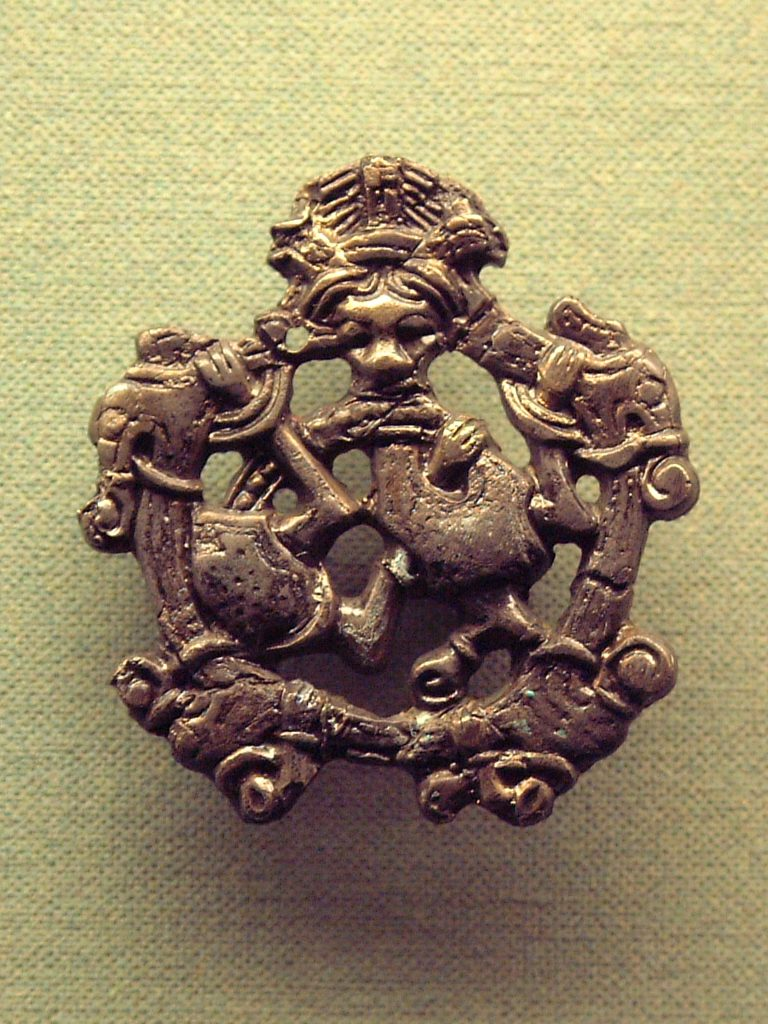
Broche de bronze de Hedeby, Suécia.